# Tylosurus acus
Pour les articles homonymes, voir Orphie.
Espèce
Statut de conservation UICN

LC : Préoccupation mineure
Tylosurus acus, l’Aiguille voyeuse, Grande orphie ou simplement Orphie, est une espèce de poissons de la famille des Belonidae. Elle est répandue dans toutes les mers tropicales du globe à proximité des côtes. Elle est parfois pêchée.

## Répartition
L'Aiguille voyeuse est largement répandue dans les mers tropicales du monde entier. Elle se divise en quatre sous-espèces :
- T. a. acus (Lacepède, 1803) dans l'Atlantique occidental (Massachusetts, États-Unis jusqu'au Brésil) et l'Atlantique oriental (au large du Maroc et de la Méditerranée occidentale) ;
- T. a. imperialis (Rafinesque, 1810) dans la mer Méditerranée et les îles du Cap-Vert ;
- T. a. rafale Collette et Parin 1970 du golfe de Guinée ;
- T. a. melanotus (Bleeker, 1850) dans le Pacifique indo-occidental et les îles océaniques du Pacifique tropical oriental (îles Revillagigedo, Clipperton et Cocos).

## Description
Le corps est allongé ; les mâchoires supérieure et inférieure sont extrêmement longues, formant un bec robuste armé de dents très pointues ; les fentes branchiales sont absentes. Les narines se trouvent dans une dépression devant les yeux (fosse nasale) ; les nageoires pelviennes sont abdominales ; il y a 20 à 26 rayons dorsaux ; la nageoire anale est courte, mesurant 9,7 à 11,7 fois la longueur du corps ; il y a une petite quille latérale noire de chaque côté du pédoncule caudal ; la nageoire caudale est profondément fourchue.

## Biologie
Cette espèce habite les eaux océaniques et néritiques. Elle se nourrit de petits poissons. Elle pond des œufs qui peuvent être trouvés attachés à des objets dans l'eau par des vrilles à la surface de l'œuf.

## Systématique
L'espèce a été initialement classée dans le genre Sphyraena sous le protonyme Sphyraena acus, par le zoologiste français Bernard-Germain de Lacépède en 1803.
Ce taxon porte en français les noms vernaculaires ou normalisés « Aiguille voyeuse », « Grande orphie » ou « Orphie »,.
Il existe quatre sous-espèces de Tylosurus acus, dont trois (acus , imperialis et rafale) se trouvent dans l'océan Atlantique et la quatrième (T. a. Melanotus) habite l'Indo-Pacifique. Tylosaurus pacificus était autrefois considéré comme une sous-espèce de T. acus mais est maintenant considéré comme une espèce distincte. Bien que acus ait été supprimé par l'avis 900 de la CZN[Quoi ?], l'utilisation persistante de ce nom a permis de rétablir le nom de Tylosurus acus,.

### Sous-espèces
Liste des sous-espèces selon le World Register of Marine Species (21 juin 2021) :
- Tylosurus acus acus (Lacepède, 1803)
- Tylosurus acus imperialis (Rafinesque, 1810)
- Tylosurus acus melanotus (Bleeker, 1850)
- Tylosurus acus rafale Collette & Parin, 1970

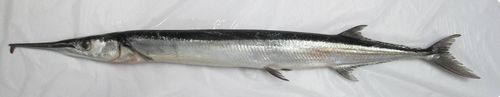
Tylosurus acus melanotus.
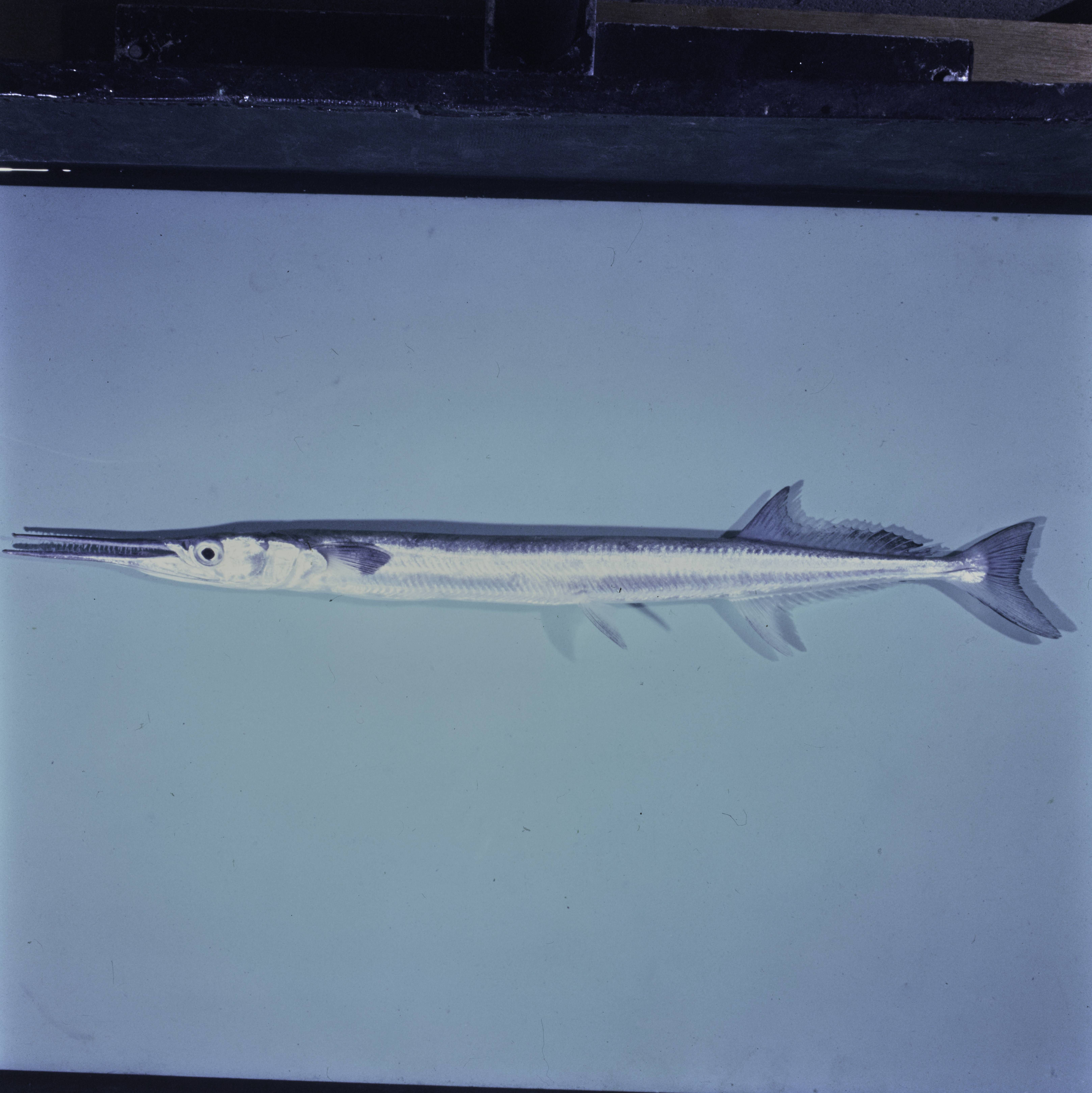
Tylosurus acus acus.

### Synonymes
Selon l'IRMNG (21 juin 2021), Tylosurus acus a pour synonymes :
- Belone altipinna Poey, 1860
- Belone appendiculatus Klunzinger, 1871
- Belone cantrainii (Cocco, 1833)
- Belone carribea Lesueur, 1821
- Belone imperialis (Rafinesque, 1810)
- Belone jonesii Goode, 1877
- Belone latimana Poey, 1860
- Belone melanotus Bleeker, 1850
- Esox imperialis Rafinesque, 1810
- Sphyraena acus Lacepède, 1803
- Strongylura acus (Lacepède, 1803)
- Strongylura appendiculata (Klunzinger, 1871)
- Strongylura auloceps Fowler & Bean, 1923
- Strongylura imperialis (Rafinesque, 1810)
- Strongylura melanota (Bleeker, 1850)
- Strongylura melanotus (Bleeker, 1850)
- Thalassosteus appendiculatus (Klunzinger, 1871)
- Thallasosteus appendiculatus (Klunzinger, 1871)
- Tylosaurus acus (Lacepède, 1803)
- Tylosurus cantrainei Cocco, 1833
- Tylosurus imperialis (Rafinesque, 1810)
- Tylosurus melanota (Bleeker, 1850)
- Tylosurus melanotus (Bleeker, 1850)

## Utilisation par l'Homme
Bien que vendue fraîche et salée, le marché de sa chair est limité à cause de sa couleur verte.